# Anatiroza
Anatiroza (grč. Anathyrosis) je naziv za fino obrađenu površinu brida kamenog bloka, koja služi pravilnom nalijeganju blokova, a u svrhu prijenosa sila na rubove bloka, čime se pojačava bridni pritisak. 
Površina na koju međusobno naliježu blokovi često se lagano izdubljuje, a na bridovima fino dotjeruje, čime se sile pritiska sa središta bloka prenose na njihove rubove. 
Time se međutim povećava opasnost loma tako obrađenih kamenih blokova.
Tehnika se osobito često primjenjuje na oštrim lomovima ziđa.
U kasnijim razdobljima, osobito od 1. st. nadalje, anatiroza je sve izrazitije naglašena i pomnije izrađena finim klesarskim dlijetom, čime zidna površina dobiva dinamičan efekt chiaroscura.
Zidno lice tako na koncu dobiva dva plana: dublji oblikovan anatirozama kamenih sljubnica (reški), i površinski kojeg oblikuju ispupčene površine blokova koje su u pravilu u istoj ravni.